# 尼古劳斯·哈农库特
拉方丹與哈農庫特-翁弗尔察格特的約翰·尼古勞斯伯爵（1929年12月6日—2016年3月5日），通稱尼古劳斯·哈农库特（Nikolaus Harnoncourt），奥地利指挥家，古樂復興風潮的旗手人物之一，以对古典时代以及更早些音乐的准确阐释而闻名。
哈農庫特早年在維也納交響樂團擔任大提琴演奏員，1953年創立了古樂演奏團體「維也納古樂合奏團」。七〇年代是他的事業活躍期，演出邀約大增，他也開始嘗試歌劇及當代新音樂的指揮。哈農庫特曾兩次指揮维也纳新年音乐会（2001年、2003年）。

## 生平

### 早年
1929年，約翰·尼古勞斯·哈農庫特出生于柏林，家人在他2歲時遷居格拉茨。後來，他前往維也納學習音樂，少年時代他曾在脅迫下參加納粹青年軍的活動，對此他表示：「如果你逃避每週三、週六的固定活動，黨衛軍和警察就會找上門來，抓住你，理光你的頭髮，然後把你丟到一群同你一般難以管教的少年當中。」在維也納音樂院，哈農庫特學習的是大提琴、古大提琴演奏，師從保羅·格呂默（Paul Grümmer）及埃馬努埃爾·布拉別克（Emanuel Brabec）。

### 職業生涯
1952–69年間，哈農庫特在維也納交響樂團任職，演奏大提琴。1953年「維也納古樂合奏團」由哈農庫特領銜成立，專事古樂演奏；他們在古樂領域的成績斐然，七〇年代時已經頗負盛名。日後在與其他樂團合作時，哈農庫特亦應用其對古樂演奏的研究與心得，包括速度、力度等音樂要求，使得他的詮釋相當具有辨識度。
1970年，哈農庫特在米蘭斯卡拉大劇院正式以指揮身分出道，指揮蒙特威尔第《尤里西斯歸鄉記》。1971年，哈农库特与古斯塔夫·莱昂哈特联合录制巴赫的全本清唱劇作品，这项计划于1990年完成。除了早期作品之外，哈農庫特也指揮、推廣當時維也納所流行的輕歌劇作品。
哈農庫特與世界主要的樂團皆有合作，他多次應邀於维也纳爱乐乐团客席指揮，與該團錄製的錄音受到肯定。1987–91年間，哈農庫特在维也纳国立歌剧院指揮莫扎特歌劇的新製作演出，這些劇目包括：《依多美尼歐》、《魔笛》、《后宫诱逃》及《女人皆如此》。他與歐洲室內樂團亦有長期良好的關係，1992年率該團參與萨尔茨堡音乐节，此後他多次擔任此一重大音樂慶典的歌劇指揮。1975年，哈農庫特首次應邀指揮阿姆斯特丹王家音樂廳管弦樂團，此後多次合作，該團日後贈與他「榮譽客席指揮」（Honorair Gastdirigent）榮銜。
哈農庫特是創立於1985年的施蒂利亚夏季音乐节（Festspielsommer Styriarte）的核心人物，參與、規劃該活動達卅一年之久。

### 退休與逝世
2015年12月5日，哈農庫特在親筆信件中宣布了退休的決定。「我的身體狀況迫使我必須取消未來相關的規劃。」他在2016年3月5日於圣格奥尔根辭世，享年86。

## 作品

### 商業錄音
哈農庫特的代表性錄音自然是早期作品，在Teldec錄製了普賽爾、巴赫、蒙特威尔第、拉摩等人的作品。他的巴赫錄音尤其受到好評，曾三度灌錄《馬太受難曲》，2001年的第三版更獲得葛萊美獎肯定。
除了擅長的巴洛克音樂外，哈農庫特和歐洲室內樂團製作的全套貝多芬交響曲、貝多芬鋼琴協奏曲（與皮埃尔-洛朗·艾马尔合作）等作品亦頗受好評。2002年，他與維也納愛樂合作安东·布鲁克纳第9號交響曲，2009年則實況錄製了蓋希文《波吉和贝丝》，是他少數的近代曲目錄音。

#### 历史钢琴
- Nikolaus Harnoncourt, Frans Brüggen, Leopold Stastny, Herbert Tachezi. Johann Sebastian Bach: Gamba Sonatas — Trio Sonata in G major. Viola da gamba: Jacobus Stainer; Cello: Andrea Castagneri; Flute: A.Grenser; 大键琴 (马丁·斯考罗内克)
- Nikolaus Harnoncourt, Gustav Leonhardt, Leonhardt-Consort (Orchestra), Concentus musicus Wien (Orchestra), Alan Curtis, Anneke Ulttenbosch, Herbert Tachezi. Johann Sebastian Bach: Harpsichord Concertos BWV 1052, 1057, 1064. Violin, continuo, harpsichord. Label: Teldec
- Nikolaus Harnoncourt, Chamber Orchestra of Europe. Franz Schubert. Symphonies. Label: Ica Classics.
- Nikolaus Harnoncourt, Rudolf Buchbinder (fortepiano). Wolfgang Amadeus Mozart. Piano concertos No. 23&25. 安顿·瓦尔特 (保罗·麦克诺提) Label: Sony.

### 著作
哈農庫特有多本著作，多數是演奏傳統的論述，以及美學觀點的討論等，當中最早完成的一本是1984年的《音樂的對話：關於蒙台威爾第、巴赫與莫扎特的臆想》（Der musikalische Dialog. Gedanken zu Monteverdi, Bach u. Mozart）。

## 獲獎與榮譽
- 奧地利學術與藝術獎章（德语：Österreichisches Ehrenzeichen und Österreichisches Ehrenkreuz für Wissenschaft und Kunst）（一等十字），1987年[22]
- 榮譽會員，维也纳音乐之友协会，1992年[23]
- 榮譽成員，格拉茨藝術大學，1995年[24]
- 茨维考羅伯特·舒曼獎，1997年[25]
- 汉斯·冯·彪罗獎，1999年[26]
- 葛萊美獎，2001年[27]
- 维尔纳·冯·西门子獎（巴伐利亞美術學院），2002年[28]
- 萊比錫巴赫獎牌，2007年[29]
- 奧地利學術與藝術獎章（德语：Österreichisches Ehrenzeichen und Österreichisches Ehrenkreuz für Wissenschaft und Kunst）（最高等勳章），2008年[22]
- 榮譽博士，萨尔茨堡莫扎特音乐大学，2008年[30]
- 圣格奥尔根榮譽市民，2009年[23]
- 《留聲機》雜誌終身成就獎，2009年[31]
- 倫敦皇家愛樂協會（英语：Royal Philharmonic Society）金牌獎，2010年[32]
- 榮譽博士，科隆音乐与舞蹈学院，2011年[30]
- 《留聲機》雜誌名人堂，2012年[33]
- 榮譽博士，爱丁堡大学[30]

## 個人生活

### 家庭
哈農庫特的母親Ladislaja擁有梅蘭伯爵（Gräfin von Meran）的封號，其血緣可以追溯至哈布斯堡王朝的約翰大公。其父埃伯哈德（Eberhard）則是前任的楓丹與哈農庫特-恩維爾扎格伯爵（見注釋）。
1953年，他與小提琴家愛麗絲·霍费尔纳（Alice Hoffelner）成婚，兩人連袂創立了維也納古樂合奏團。他們育有四名子女：次女高音伊莉莎白、菲力浦、法蘭茨、埃伯哈德（早夭）。

## 外部連結
- 官方网站
- 尼古劳斯·哈农库特的Discogs页面（英文）
- 2000年11月接受諾曼·莱布雷希特訪問
- 皇家大會堂樂團關於哈農庫特的介紹
- 華納古典關於哈農庫特的介紹 （页面存档备份，存于）
- John Rockwell: Recordings; Harnoncourt's Mozart shows steady growth （页面存档备份，存于） The New York Times, 1990-04-01